# Australie aux Jeux olympiques d'hiver de 1952
Cet article contient des informations sur la participation et les résultats de l'Australie aux Jeux olympiques d'hiver de 1952, qui ont eu lieu à Oslo en Norvège. Il s'agit de la seconde participation et la première du pays aux Jeux d'hiver depuis 16 ans, puisque les Jeux olympiques d'hiver de 1940 et de 1944 ont été annulées et que l'Australie n'a pas participé aux 1948. Le pays envoie neuf athlètes qui participe aux épreuves de ski alpin, de ski de fond, de patinage artistique et de vitesse. Nancy Hallam et Gweneth Molony sont les premières athlètes australiennes aux Jeux d'hiver.

## Résultats

### Ski alpin
- Descente : Bill Day (60e/72), Barry Patten (67e), William "Bob" Arnott (71e)
- Slalom : Bill Day (50e), William "Bob" Arnott (61e), Barry Patten (71e) (tous les trois n'ont eu qu'une seule manche)
- Slalom géant : Bill Day (67e/82), William "Bob" Arnott (78e), Barry Patten (80e)

### Ski de fond
- 18 km : Bruce Haslingden (74e/75), Cedric Sloane (75e)
- 50 km : Bruce Haslingden (n'a pas terminé), Cedric Sloane (n'a pas terminé)

Avec l'Allemand Karl Schüssler, Bruce et Cedric abandonnent entre 30,5 km et 42 km de la course qui en comporte 50. Le gagnant du 18 km gagne dans un temps de 1 h 01 min 34 s tandis que Bruce Haslingden finit en 1 h 29 min 58 s et Cedric Sloane termine en 1 h 32 min 39 s.

### Patinage artistique
- Hommes : Adrian Swan (10e/14)
- Femmes : Nancy Hallam (14e/25), Gweneth Molony (21e)

### Patinage de vitesse
- 500 m : Colin Hickey (29e/39)
- 1 500 m : Colin Hickey (30e/39)
- 5 000 m : Colin Hickey (28e/35)